# إبرام هاتش
إبرام هاتش هو قسيس وسياسي أمريكي، ولد في 3 يناير 1830 في لينكولن في الولايات المتحدة، وتوفي في 3 ديسمبر 1911 في هيبر سيتي في الولايات المتحدة.